# Erik Janža
Erik Janža (* 21. Juni 1993 in Murska Sobota) ist ein slowenischer Fußballspieler.

## Karriere

### Verein
Nachdem er in seiner Jugend für ND Mura 05 gespielt hatte, wurde er hier auch zur Saison 2010/11 ein fester Teil des Kaders der ersten Mannschaft. Gleich am 1. Spieltag kam er gegen Interblock zu seinem Liga-Debüt in der zweiten Spielstufe des Landes. Danach spielte er dann auch direkt was jede Partie als Startelfspieler durch. So stieg er mit dem Klub auch auf und platzierte sich in der Liga auch so weit oben, dass es für ihn und seine Mannschaft für die Europa League Qualifikationsrunde der Saison 2012/13 reichte, wo er aber in den Playoffs mit seinem Team an Lazio Rom scheiterte, er selbst kam aber auch hier in allen Partien über die volle Spielzeit zum Einsatz. Nach einer weiteren Spielzeit bei Mura, verließ er seinen Jugendklub schließlich im Januar 2013 und schloss sich NK Domžale an, wo er ebenfalls Stammspieler war.
Seine nächste Station danach war aber Januar 2015 der NK Maribor, mit denen er die laufende Saison dann auch als Meister beendete jedoch in dieser Spielrunde sowie auch danach deutlich weniger Einsatzzeit bekam. Nach zwei Jahren beim slowenischen Top-Klub verließ er sein Heimatland dann und schloss sich in Tschechien Viktoria Pilsen an. Über den Restverlauf der Saison kam er hier aber auch nur zu drei Einsätzen, immerhin alle in der Startelf und wurde zur Folgesaison dann nach Zypern verliehen. Beim Pafos FC spielte er dann wieder Stamm und erzielte dabei sogar ein paar Tore. Seine Zeit mit Viktoria war dann aber trotzdem schon vorbei und für ihn ging es nun weiter nach Kroatien, wo er beim NK Osijek unterschrieb. Hier fing es für ihn wieder durchwachsen an, wurde dann mit einigen Startelfeinsätzen wieder besser und schlussendlich machte er zum Saisonende hin überhaupt keine Einsätze mehr. So war auch in Kroatien nach einer Spielzeit wieder Ende und erneut ging es für ihn in ein neues Land.
In Polen unterschrieb er zur Saison 2019/20 einen Vertrag bei Górnik Zabrze. Beim Ekstraklasa-Klub spielte er von Start an gleich eine große Rolle und leitet seit der Saison 2022/23 das Team nun auch als Kapitän an.

### Nationalmannschaft
Nach einigen Partien mit der U15, der U16 und der U18 spielte er auch bei der U19 einige Freundschafts- und Qualifikationsspiele. Gleiches ging dann mit der U20 und der U21 weiter, für ein großes Turnier gelang ihm aber mit keiner dieser Mannschaften eine Qualifikation.
Sein Debüt im Trikot der A-Nationalmannschaft hatte er bereits am 18. November 2014, bei einer 0:1-Freundschaftsspielniederlage gegen Kolumbien. Hier stand er in der Startelf sah bereits in der 15. Minute die gelbe Karte und wurde dann zur Halbzeit für Petar Stojanović ausgewechselt.
Auf seinen nächsten Einsatz musste er dann fast 10 Jahre warten, erst am 19. Juni 2023 kam er in der Qualifikation für die Europameisterschaft 2024 bei einem 1:1 gegen Dänemark wieder zum Einsatz. Im Verlauf der Quali kam er dann noch zu fünf weiteren Einsätzen.